# Tudor (Uhrenhersteller)
Die Tudor SA (Eigenschreibweise TUDOR) ist eine unabhängige Uhrenmanufaktur mit Hauptsitz in Genf (Schweiz). Die Schweizer Manufaktur stellt mechanische Armbanduhren im oberen Preissegment her und wird wie das Schwesterunternehmen Rolex zu 100 % von der Hans Wilsdorf Stiftung kontrolliert.

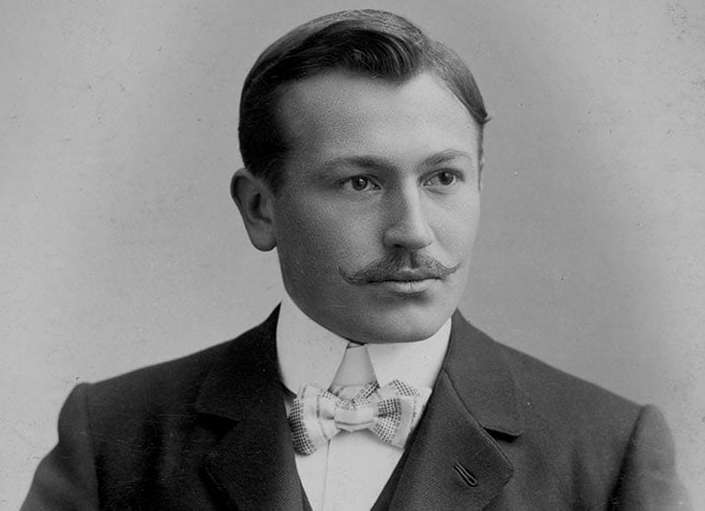
Rolex-Gründer Hans Wilsdorf erwarb 1936 die 100 % Markenrechte an Tudor

## Unternehmensgeschichte

### Unternehmensgründung (1926)
1926 registrierte der Schweizer Uhrenfabrikant Veuve de Philippe Hüther im Kanton Neuenburg die Uhrenmarke Tudor.  Rolex-Gründer Hans Wilsdorf erwarb im Jahr 1936 100 % der Markenrechte an Tudor von Philippe Hüther. Wilsdorf hatte die Idee, eine neue (preisgünstigere) Schwestermarke neben Rolex zu etablieren. Er gründete im Jahr 1946 das Unternehmen Montres Tudor SA.

«Mehrere Jahre lang habe ich über die Herstellung einer Armbanduhr nachgedacht, die von unseren Fachhändlern preisgünstiger verkauft werden kann als unsere Rolex, die jedoch ebenso zuverlässig ist. Nun habe ich beschlossen, eigens für die Fabrikation und Vermarktung einer solchen Uhr eine Firma zu gründen, und der Name dieser Firma lautet Montres Tudor SA.»

Tudor sollte sich auf Damen- und Herrenkollektionen gleichermassen spezialisieren. Die Garantie für die technischen und funktionalen Eigenschaften übernahm Rolex, ebenso verantwortete die Rolex SA den Vertrieb und den weltweiten Kundendienst. Tudor-Uhren wurden in der Anfangszeit nur in Australien vertrieben. Zwischen 1947 und 1952 brachte Tudor zunächst das Modell Oyster und dann die Kollektion Oyster Prince auf den Markt. Sie wurde der Öffentlichkeit mit einer Pressekampagne vorgestellt, die für die damalige Zeit ungewöhnlich intensiv, aufmerksamkeitsstark und originell war, denn sie beschrieb nicht nur – wie es in jenen Jahren üblich war – ein Erzeugnis der Uhrenindustrie, sondern sie veranschaulichte anhand detaillierter Beschreibungen und Illustrationen auch dessen Belastbarkeit, Zuverlässigkeit und Genauigkeit. Die Illustrationen zeigen Menschen, die mit einer Tudor am Handgelenk unter extremen Bedingungen tätig sind, so etwa bei Straßenbauarbeiten und in Bergwerken – Situationen, in denen auf unkonventionelle Weise die Robustheit der Uhren unter Beweis gestellt wird –, nicht wie sonst bei Sportarten wie Golf, Reiten oder Rennsport. Diese Werbekampagne und die mittlerweile anerkannte Qualität der Produkte trugen dazu bei, dass die Armbanduhren mit Zuverlässigkeit und einem eigenständigen, modernen Stil in Verbindung gebracht wurden. Sie weckten das Interesse eines Publikums auch jenseits der Welt, die in den Illustrationen gezeigt wurde.

### Weitere Geschichte
1952, im selben Jahr, als die Tudor Oyster Prince präsentiert wurde, kamen 30 Armbanduhren dieses Modells bei wissenschaftlichen Expeditionen der britischen Royal Navy nach Grönland zum Einsatz. Nach diesen Polarexpeditionen, bei denen die technische Zuverlässigkeit der Armbanduhren unter Beweis gestellt wurde, und dem damit verbundenen Imagegewinn begann Tudor in den 1960er Jahren mit der Entwicklung eines Zeitmessers für professionelle Taucher, der auch für die Ausrüstung von Streitkräften der Marine geeignet sein sollte. 
Nur ein Jahr nachdem Rolex die erste Submariner lancierte, stellte 1954 auch Tudor mit der Oyster Prince Submariner Referenz 7922 ihre erste Taucheruhr vor. Anfänglich lieferte die Schwestermarke Rolex noch viele Komponenten an die Taucheruhren von Tudor. Sie trugen sogar lange Zeit ihren Namen auf Band, Gehäuse oder der Krone mit sich. Referenz 7922 hatte zum Beispiel dasselbe dreiteilige Rolex-„Oyster“-Gehäuse mit verschraubtem Boden und einer verschraubten Krone, was ihre Wasserdichte von 100 Metern ermöglichte.
Die ersten Tudor Submariner-Taucheruhren zeichneten sich durch ihre überdimensionierten, nachtleuchtenden Indizes und Zeiger aus, die für eine gute Ablesbarkeit in tiefen Gewässern sorgen sollten. Eine Uhr, die dem Druck einer Wassertiefe von 100 Metern standhielt, war zu dieser Zeit eine enorme Herausforderung. Dafür hatten die Submariner-Taucheruhren von Tudor drei Besonderheiten von Rolex adaptiert: einen verschraubten „Oyster“-Gehäuseboden, ein gewölbtes Plexiglas und eine verschraubte Krone. Angetrieben wurde die 7922 von einem Automatikkaliber 390, das auf einem hochwertigen Rohwerk von Fleurier basierte. Während auf dem Zifferblatt der Name Tudor prangte, war das genietete Oyster-Band mit dem Rolex-Logo versehen.
Von 1964 bis 1966 wurde die Tudor Prince Submariner für die US-Marine produziert und von Anfang der 1970er-Jahre bis 1984 wurde das Modell „Marine Nationale“ von der französischen Marine offiziell übernommen.  Das Jahr 1969 war für die Entwicklung der Tudor Submariner entscheidend. Es war die Geburtsstunde der Snowflake-Zeiger, ein Spitzname, den die Zeiger aufgrund ihrer Form erhielten. Sie ersetzten die Rolex-typischen Mercedes-Zeiger. Auch die Stundenmarkierungen waren nicht mehr rund, sondern quadratisch. 
Die Tudor Prince Date Submariner 79190 war 1995 das letzte Submariner-Modell, das hergestellt wurde. Erst im Jahr 2012 kehrte die Tudor Submariner in Form des Modells Black Bay wieder zurück. Der Name Black Bay stammt laut Unternehmen „von einer fiktiven, verborgenen Bucht, deren Geheimnisse man nur mit der Zeit, Schritt für Schritt entdecken wird“. Im Jahr 2016 wurden dann die Taucheruhren (Black Bay) zum ersten Mal mit einem von Tudor hergestellten Manufakturwerk ausgestattet. Somit erwarb Tudor erstmals eine COSC-Zertifizierung für ihre Taucheruhren-Linie. Die Black Bay Bronze sowie Black Bay Dark waren die ersten Uhren, in denen das Manufakturkaliber MT5601 lief.

## Aktuelle Modellreihen
- 1926
- Clair de Rose
- Black Bay
- Black Bay 31/36/39/41
- Black Bay 54
- Black Bay 58
- Black Bay Bronze
- Black Bay Chrono
- Black Bay GMT
- Black Bay P01
- Black Bay Pro
- Glamour Date
- Glamour Date+Day
- Glamour Double Date
- Pelagos
- Pelagos FXD
- Ranger
- Royal

## Vertrieb und Sponsoring
Die Uhren von Tudor sind bei Juwelieren und Konzessionären der Oberklasse zu finden, wenige Monobrand-Boutiquen erweitern das Vertriebsnetz. Neben den Geschäften in Köln, Hamburg, Dubai und London wurde im Frühjahr 2023 in Frankfurt am Main die größte Tudor-Boutique Europas eröffnet. Zudem werden die Uhren von Tudor auch über den Hauseigenen Onlinehandel vertrieben.
Im Mai 2022 wurde Tudor neuer Hauptsponsor des Schweizer Radsportteams Tudor Pro Cycling Team mit Sitz in Zofingen.